# Wissenschaft und Technik in der Sowjetunion
Wissenschaft und Technik in der Sowjetunion waren formal durch die marxistisch-leninistische Weltanschauung geprägt. Einerseits erzielten die sowjetischen Wissenschaftler und Ingenieure Spitzenleistungen im naturwissenschaftlich-technischen Bereich, andererseits waren speziell die Geistes- und Sozialwissenschaften in der Sowjetunion einer Reihe von politischen Tabus unterworfen und unterlagen der Zensur. Dies betraf auch die Biologie und Physik.

## Allgemein
Im sowjetischen Selbstverständnis galt der Dialektische Materialismus als einzig wirklich wissenschaftliche Philosophie und rüstete die Naturwissenschaft in den sozialistische Ländern mit einer wahrhaft wissenschaftlichen Methodologie aus. Jede andere Philosophie wurde als antiwissenschaftlich abgelehnt. Die sowjetischen Wissenschaftler waren vom Glauben an eine unendliche menschliche Erkenntnisfähigkeit erfüllt und die Wissenschaft wurde zum Tempel des sowjetischen Denkens. Die technischen Erfolge, vornehmlich der Raketen- und Weltraumforschung galten als Triumphe der kommunistischen Philosophie.

## Geschichte der sowjetischen Wissenschaft

### Vorrang für Industrialisierung und Technik
Nach 1917 beschleunigte sich die wissenschaftlich-technische und wirtschaftliche Entwicklung Sowjetrusslands und verstärkten sich Industrialisierung, Technisierung und Alphabetisierung des zuvor vorwiegend bäuerlich geprägten zaristischen Landes in allen Sowjetrepubliken.
„Kommunismus gleich Sowjetmacht plus Elektrifizierung“, dieser bekannte Ausspruch von Lenin brachte die Ziele der nächsten Jahre zum Ausdruck, die einhergingen mit einem Fortschritt in allen Bereichen der sowjetischen Wissenschaften und Technik, deren Leistungen und Ergebnisse am wenigsten noch durch die Elektrifizierung des 230 Millionen-Staates charakterisiert wurden.
Ungeachtet starker Hemmnisse, wie Bürgerkrieg, Dürrekatastrophen und der ausländischen Militärinterventionen in den 1920er Jahren mit Millionen Opfern, des Stalinismus in den 1930er Jahren, unter dem viele Wissenschaftler zum Beispiel durch Haft in Sondergefängnissen leiden mussten, konnte die UdSSR aufgrund ihrer industriell-technischen Entwicklung innerhalb weniger Jahre wirtschaftlich und militärisch zu einer mit Deutschland und den Vereinigten Staaten vergleichbaren Weltmacht aufsteigen. Auch im und nach dem Zweiten Weltkrieg blieb die Sowjetunion bis zu ihrer Auflösung 1991 eine wissenschaftlich-technische Großmacht.
Militärtechnisch war die Nachkriegszeit durch das Wettrüsten mit den Vereinigten Staaten geprägt, die atomare, biologische, chemische und konventionelle Aufrüstung, die Wasserstoffbombe und die Atom-U-Boote.
Durch das Wettrüsten bekam die Verteidigungsindustrie den unerbittlichen Druck des Wettbewerbs von außen am direktesten zu spüren. V.A. Trapeznikov, Direktor des Instituts für Kontrollprobleme, schrieb dazu in einem Prawda-Artikel vom Oktober 1985:

„In unserem Lande wirkte der Stimulus ›sein oder nicht sein‹ mit voller Kraft für das ganze Volk während des Großen Vaterländischen Kriegs. Gegenwärtig arbeitet er für uns innerhalb der Verteidigungsindustrie. Tatsächlich ist unser Land unter Bedingungen, in denen die Vereinigten Staaten nach militärischer Vorherrschaft streben, gezwungen, Antwortmaßnahmen zu ergreifen, und der Stimulus ›sein oder nicht sein‹ ist so stark wie je. Hieraus resultiert, daß das technologische Niveau und die Qualität der Produktion innerhalb der Verteidigungsindustrie höher sind als in den zivilen Bereichen.“

### Pionierleistungen in der Raumfahrt

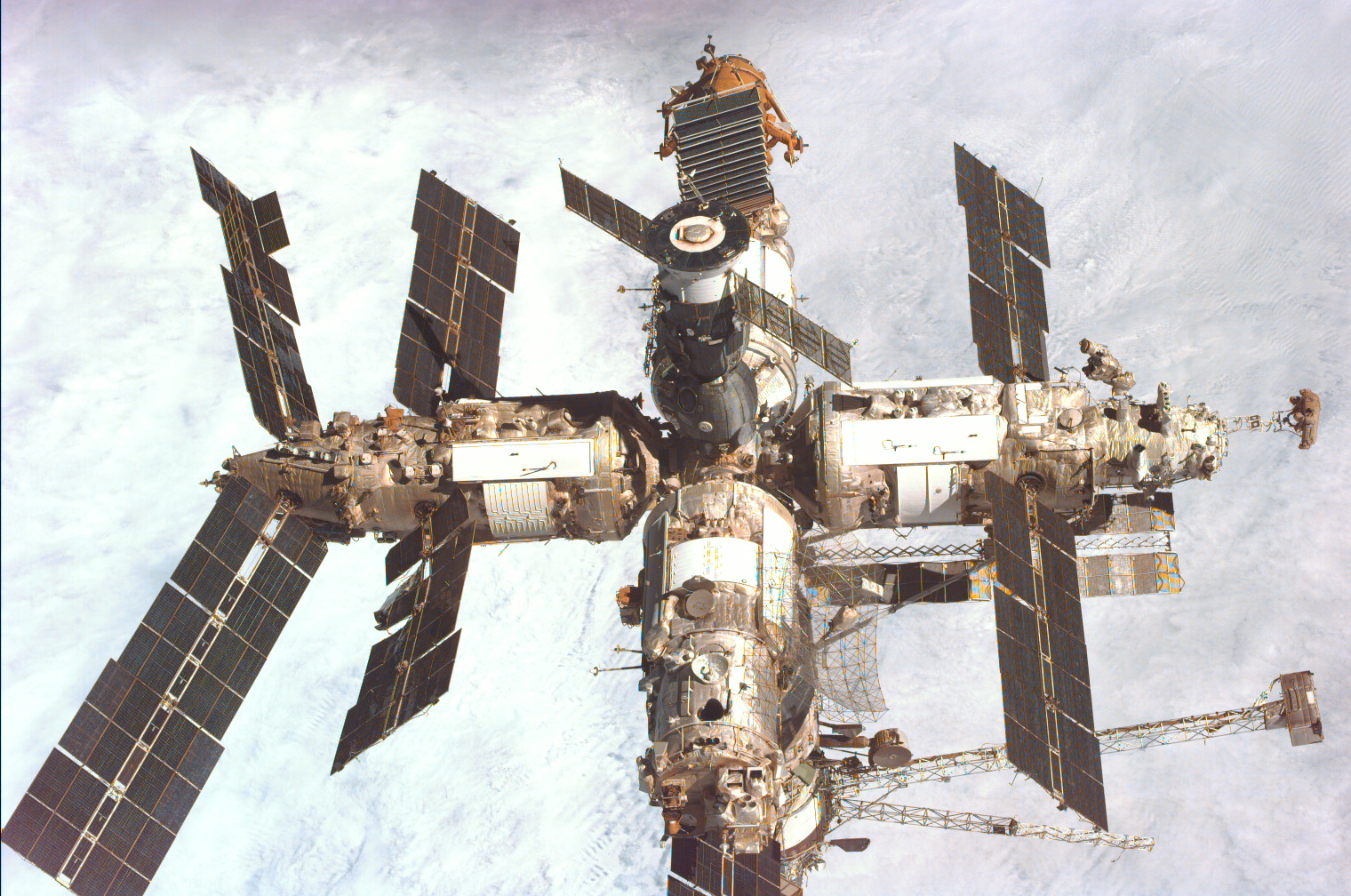
Raumstation Mir

In der Raumfahrttechnik war die Sowjetunion zwischen 1957 und etwa 1968 weltweit führend und erbrachte zahlreiche historische Pionierleistungen:
- erste Interkontinentalrakete R-7 (1957)
- erster Erdsatellit Sputnik 1 am 4. Oktober 1957. Er löste im Westen den sogenannten Sputnik-Schock und den vorgezogenen Start von Explorer 1 (1. Febr. 1958) aus
- erste Tiere im All 1957 (Hündin Laika, die nach wenigen Stunden starb)
- erster Vorbeiflug am Mond 1959 mit der Sonde Lunik 1
- erste harte Landung auf dem Mond mit der unbemannten Sonde Lunik 2 1959
- erste Mondumrundung und Fotografie von dessen Rückseite mit der Lunik 3 1959
- erster Mensch im All, Kosmonaut Juri Gagarin am 12. April 1961
- erste Frau im All, Walentina Tereschkowa 1963
- erster Ausstieg eines Menschen in den Weltraum, Woschod 2 1965
- erste weiche Mondlandung 1966 mit der unbemannten Sonde Luna 9
- erste Raumstation Saljut (ab 1969)
- erstes unbemanntes Roboter-Fahrzeug auf dem Mond (Lunochod 1) 1970
- erste unbemannte Rückführung von Mondgestein, Luna 16 1970
- erste weiche (Raumfahrzeug funktionstüchtig) Landung auf der Venus mit Venera 7 1970
- erste weiche Landung auf dem Mars mit Mars 3 1971
- erste permanent bewohnte Weltraumstation Mir (ab 1986).

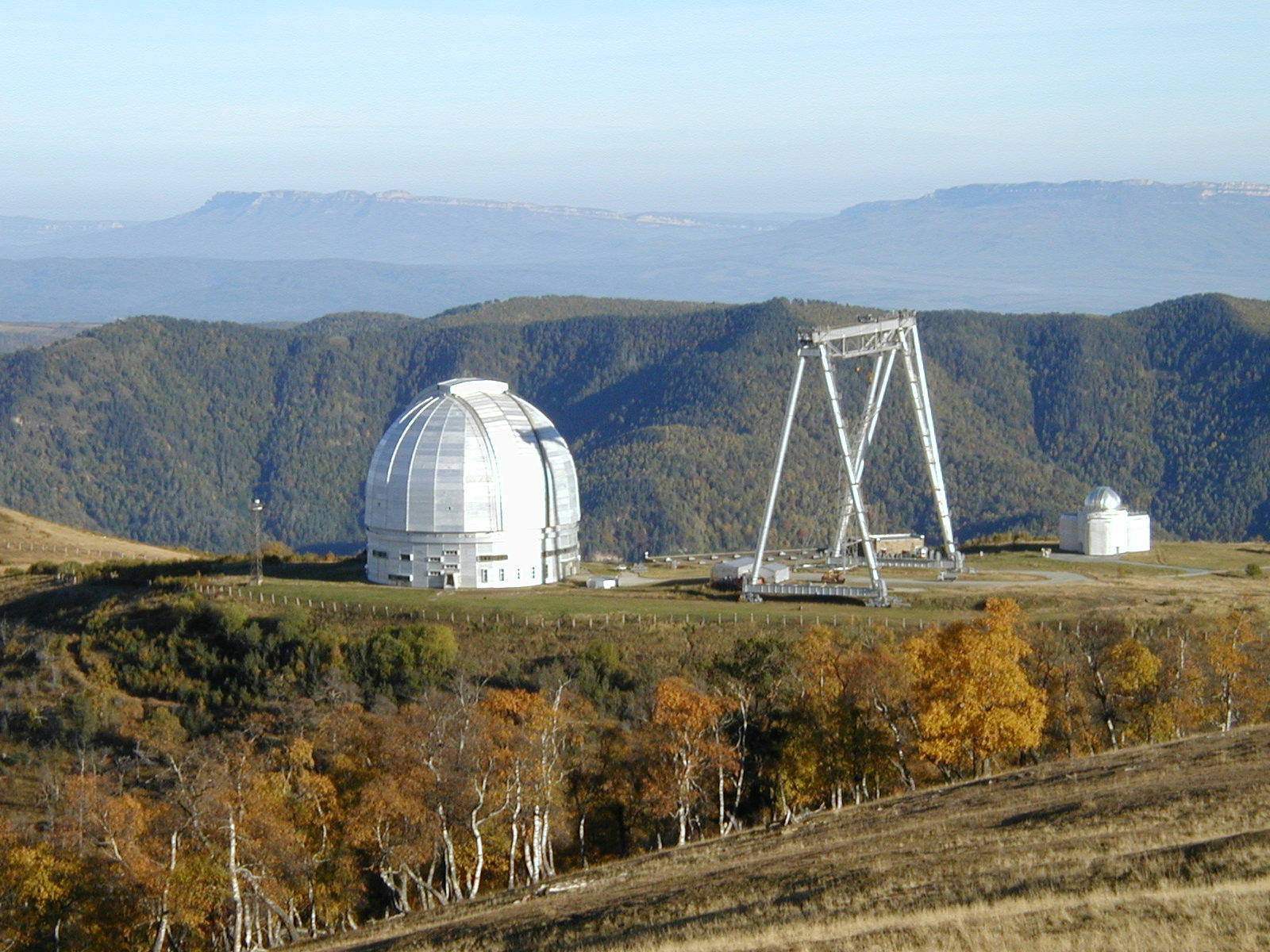
Das 6-m-Teleskop des Selentschuk-Observatoriums war das größte Spiegelteleskop seiner Zeit

Diese Erfolge wurden im Kalten Krieg – wesentlich intensiver als jene der USA – auch als Propagandaerfolg ausgeschlachtet und teilweise auf wichtige Staatsbesuche hin terminisiert. Häufig waren die Erfolge auch Ausdruck einer unter Zeitdruck stehenden Aufholjagd, wie etwa der Bau des ersten, später als Leninski Komsomol bekannt gewordenen sowjetischen Atom-U-Bootes, das seinem amerikanischen Gegenstück hinterherhinkte.
Nach dem Tode Stalins (1953) durften auch bislang tabuisierte Forschungsgebiete wie die Mendel'sche Vererbungslehre, die Soziologietheorien von M. N. Petrowskij oder der sprachwissenschaftliche Strukturalismus wieder behandelt werden. Dennoch galt es für sowjetische Wissenschaftler als gefährlich, westliche Forscher offiziell zu zitieren. Auch die Geschichtsforschung wurde bis 1991 mit historischen Tabus belegt, die sowohl die frühmittelalterliche Geschichte Russlands (Waräger) als auch die jüngere Zeitgeschichte (Massaker von Katyn) betrafen.

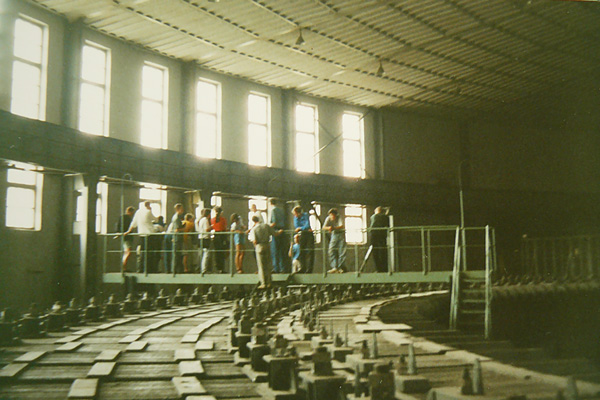
Synchrophasotron in Dubna

Ganze Städte mit Wissenschaftlern und Technikern entstanden, wie das Kernforschungszentrum Dubna, das Sternenstädtchen, Akademgorodok in Sibirien und das Wissenschaftszentrum in Tschernogolowka bei Moskau mit dem Landau-Institut für Theoretische Physik. Solche Wissenschaftsstädte galten teilweise als Sperrgebiet.
Entgegen der gelegentlich gehörten Meinung waren in der UdSSR und DDR weder die Kybernetik noch die Evolutionstheorie verboten.

### Meilensteine der Wissenschaft in der UdSSR
- 1954 Bau und Betrieb des weltweit ersten Kernkraftwerks in Obninsk bei Moskau (Leistung: 5 MW).
- Am 5. Dezember 1957 lief der weltweit erste Atomeisbrecher vom Stapel mit dem Namen Lenin; er wurde ab Dezember 1959 für zivile Zwecke eingesetzt.
- 1958 wurde der erste Computer (Setun) entwickelt, der mit ternären Zahlen rechnete.
- Entdeckung der Superkavitation und Bau des ersten funktionsfähigen Überschallantriebs unter Wasser nach diesem Prinzip. Als erstes einsatzfähiges System wurde 1977 der Torpedo Schkwal (russisch Шквал) nach etwa zehnjähriger Entwicklung von der Marine der Sowjetunion in Dienst gestellt; seine Maximalgeschwindigkeit beträgt 370 km/h.
- 1970 erste gesteuerte Kernfusion mit Tokamak-3.
- 1971 Fertigstellung des weltweit ersten MHD-Generators „U-25“ mit circa 50 MW Leistung. Einspeisung in das Moskauer Stromnetz sowie Verwendung in der Forschung.[4]

### Weitere besondere Leistungen

#### Medizin
- der sowjetische Forscher Wladimir Petrowitsch Demichow entwickelte 1937 das erste künstliche Herz der Welt, führte 1946 die weltweit erste Herztransplantation durch und 1948 die erste Lebertransplantation (jeweils an Hunden)
- die sowjetische Antwort auf die Antibiotika war die Phagentherapie, die am Eliava-Institut für Phagenforschung in Tiflis entwickelt wurde. Phagenpräparate kamen massenhaft beim sowjetischen Militär zum Einsatz.
- Entdeckung des Antibiotikums Gramicidin S durch Georgi Gause 1942
- Lehre des Nervismus

#### Technik
- Erfindung des Unterwasserschweißens durch Konstantin Chrenow 1932.
- 1933 Entdeckung des für die moderne Kommunikationstechnik elementaren Abtasttheorems durch Wladimir Kotelnikow.
- Entwicklung und Vervollkommnung des Turbinenbohrers für Erdölbohrungen (Turbodrillverfahren) durch den sowjetischen Ingenieur Matwei Alkinowitsch Kapeljuschnikow, von 1922 bis 1955.[5]
- erste praktische Einführung der Untertagevergasung
- Maksutov-Teleskop (1942)
- der BESM war 1952 der schnellste Computer Europas
- weltweit erstes Verfahren zum Strangguss von Stahl
- 1976 Ekran, weltweit erstes Satellitenfernsehen

#### Physik
- Entdeckung der Elemente des Periodensystems: Rutherfordium (1964), Nobelium (1966), Dubnium (1967), Seaborgium (1974) durch das Vereinigte Institut für Kernforschung mit dem Teilchenbeschleuniger Synchrophasotron in Dubna
- 1970 Entdeckung der Efimov-Zustände durch Witali Jefimow
- Excimerlaser (1970)
- Hallantrieb (1971)
- Reflektron (1973)
- Elektronenkühlung (1974)
- Vorhersage des Sunjajew-Seldowitsch-Effekts

#### Mathematik
- Kolmogorow-Komplexität die bei der Datenkompression Verwendung findet

#### Pflanzenforschung
- Theorie von den geographischen Genzentren der Kulturpflanzen und Formulierung des „Gesetzes der homologen Reihen“ durch Nikolai Iwanowitsch Wawilow in den 20er Jahren, der in den 20er und 30er Jahren, mittels 40 internationaler Expeditionen, die weltweit größte Sammlung von Proben kultivierter und wildförmiger Pflanzen aufbaute.[6]

## Nobelpreisträger

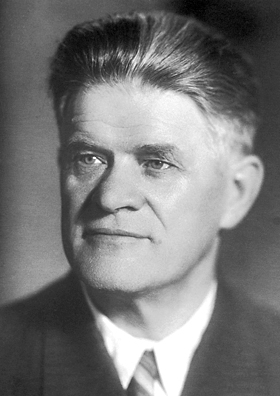
Tscherenkow, 1958

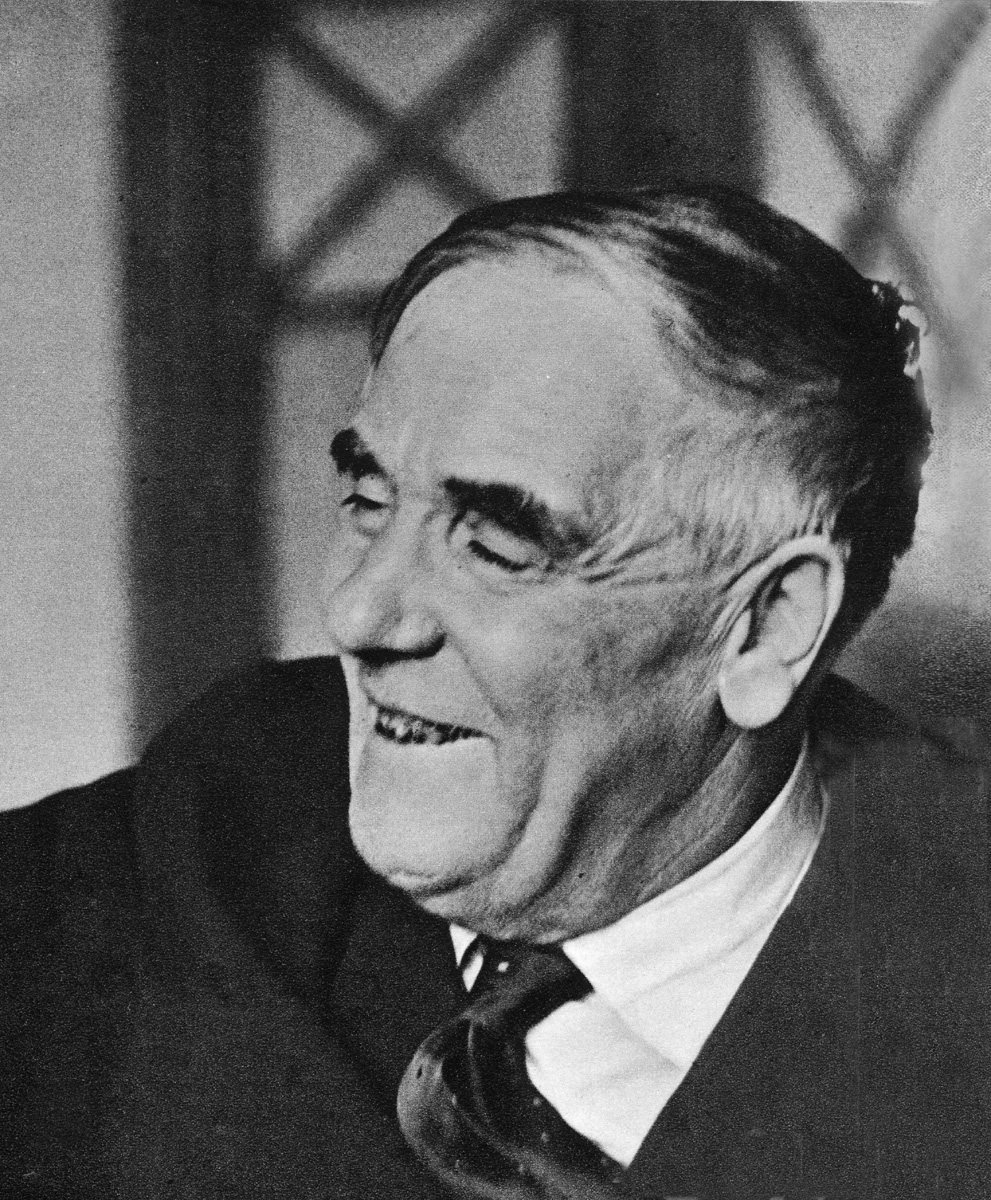
Kapiza, 1964

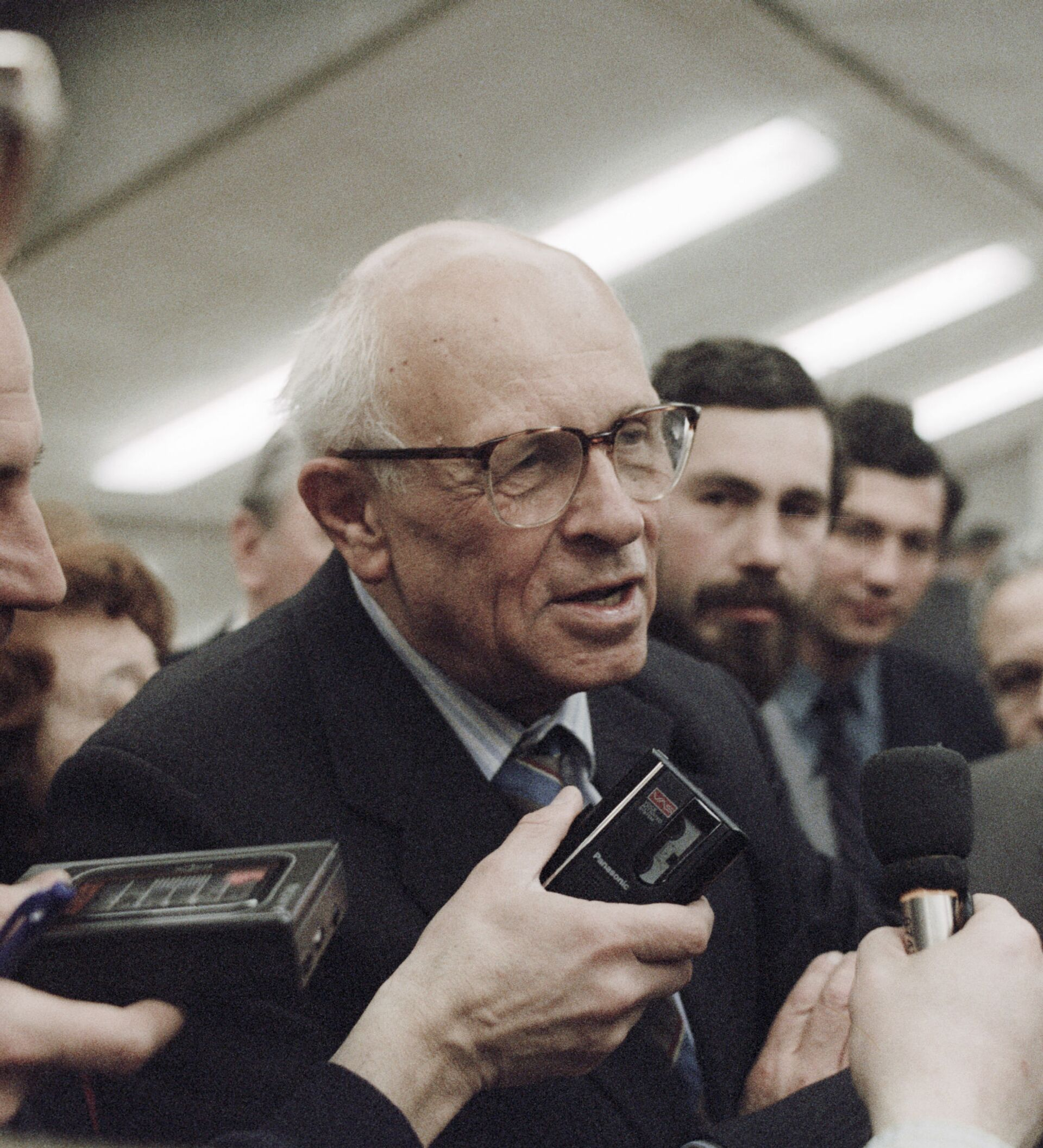
Sacharow, 1989

Zahlreichen sowjetischen Wissenschaftlern wurde neben anderen internationalen Preisen der Nobelpreis zuerkannt, wie zum Beispiel:
- Nobelpreis für Physik
  - 1958 Pawel Tscherenkow, Ilja Frank und Igor Tamm „für die Entdeckung und Interpretation des Tscherenkow-Effekts“
  - 1962 Lew Landau „für seine bahnbrechenden Theorien über kondensierte Materie, besonders das flüssige Helium“ (Suprafluidität)
  - 1964 Nikolai Bassow und Alexander Prochorow „für grundlegende Arbeiten auf dem Gebiet der Quantenelektronik, die zur Konstruktion von Oszillatoren und Verstärkern auf der Basis des Maser-Laser-Prinzips führten“
  - 1978 Pjotr Kapiza „für seine grundlegenden Erfindungen und Entdeckungen in der Tieftemperaturphysik“
  - 2001 Schores Alferow (RU) „für die Entwicklung von Halbleiterheterostrukturen für Hochgeschwindigkeits- und Optoelektronik“ (zur Zeit der UdSSR entwickelt)
  - 2003 Alexei Abrikossow (RU), Witali Ginsburg (RU) „für bahnbrechende Arbeiten in der Theorie über Supraleiter und Suprafluide“ (zur Zeit der UdSSR entwickelt)

- Nobelpreis für Chemie
  - 1956 Nikolai Semjonow „für seine Forschungen über die Mechanismen chemischer Reaktionen“

- Fields-Medaille (Mathematik)
  - Sergei Petrowitsch Nowikow
  - Gregori Alexandrowitsch Margulis
  - Wladimir Wojewodski
  - Maxim Konzewitsch
  - Efim Selmanow
  - Wladimir Drinfeld, (Ukrainische SSR, später USA)
  - Gregori Perelman (2006), wurde von ihm abgelehnt
- Nobelpreis für Wirtschaftswissenschaften
  - Leonid Witaljewitsch Kantorowitsch (1975)

Weitere Nobelpreise
- Nobelpreis für Literatur
  - Michail Scholochow (1965)
  - Boris Pasternak (1958) – musste den Nobelpreis auf Druck der sowjetischen Führung wieder zurückgeben, sein Sohn nahm den Preis 1989 stellvertretend für den verstorbenen Vater wieder entgegen.
  - Alexander Solschenizyn (1970)
- Friedensnobelpreis
  - Andrej Sacharow (1975) – Der Physiker durfte den Nobelpreis nicht annehmen.
  - Michail Gorbatschow (1990)

## In der Sowjetunion unterdrückte Forschung

### „Bourgeoise Pseudowissenschaft“
Dem Kampfbegriff Bourgeoise Pseudowissenschaft wurden unter anderem und in verschiedenem Grad Genetik, Kybernetik, Soziologie, Semiotik und Vergleichende Sprachwissenschaft untergeordnet. Diese Wissenschaftsgebiete oder gewisse Interpretationen davon wurden als mit dem Sozialismus unvereinbar angesehen und ihre Erforschung durch die KPdSU unterdrückt. Darüber hinaus war die Regimetreue der Forscher eine Voraussetzung jeder wissenschaftlichen Karriere.

### Geschichtswissenschaft
Unter Historizismus versteht der Philosoph Karl Popper die sozialistische Theorie, dass die Gesellschaft sich zwangsläufig ändern wird, jedoch entlang eines vorgegebenen Pfades, der nicht geändert werden kann, diktiert von unabwendbaren Notwendigkeit. „Gesellschaftsformation“ ist der hierfür in der marxistischen Theorie verwendete zentrale Begriff. Diese philosophische Theorie der Geschichte prägte die sowjetische Geschichtswissenschaft und erschwerte so unvoreingenommene historische Forschung.
Im Stalinismus wurde die Geschichte der Russischen Revolution verfälscht. Stalin autorisierte das Werk 'Kurzer Lehrgang der Geschichte der KPdSU (B)' von 1938 als historische Wahrheit: keine sowjetische Veröffentlichung durfte von dem hierin gezeichneten Bild abweichen. Der Zugang zu sowjetischen Archiven wurde allgemein stark eingeschränkt und missliebige Fakten, beispielsweise über das Geheime Zusatzabkommen des Hitler-Stalin-Pakts 1939 und über das Massaker von Katyn 1940, geheim gehalten.

### Biologie und Genetik

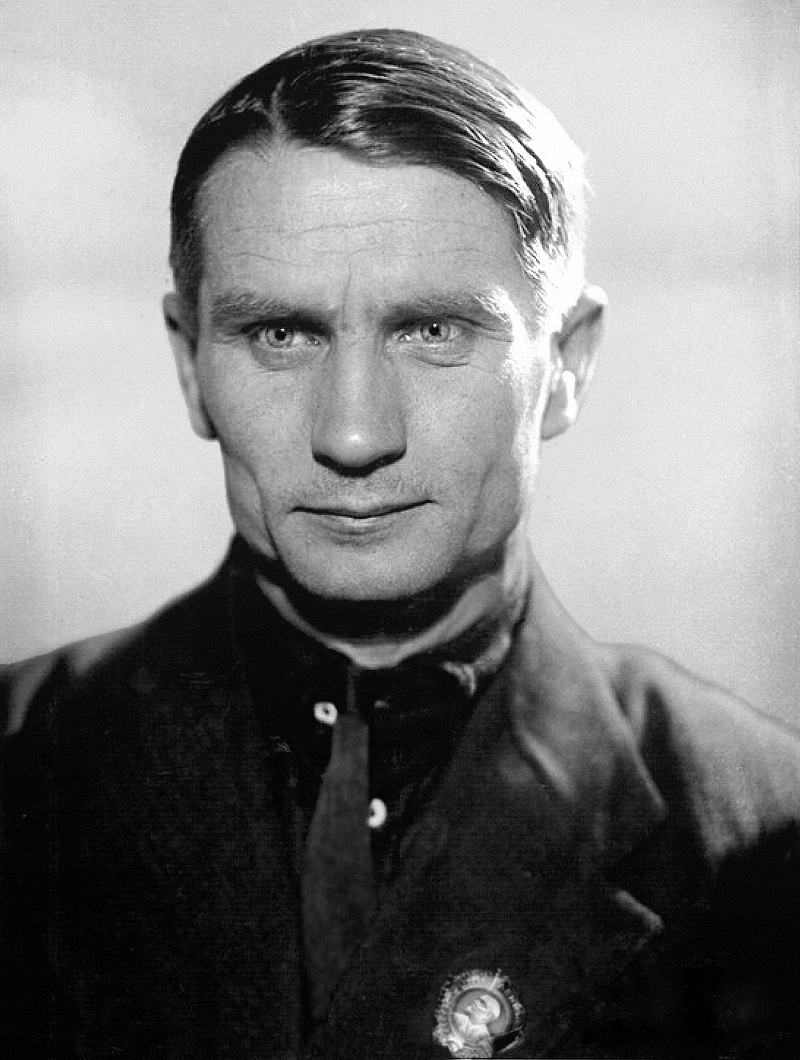
Trofim Lyssenko

Trofim Lyssenko propagierte den Lyssenkoismus, das ist die pseudowissenschaftliche lamarckistische Idee, Tiere und Pflanzen könnten erworbenen Eigenschaften an ihre Nachkommen über veränderte Erbanlagen weiterreichen. Diese These wurde unter anderem von Stalin begrüßt. Im Gegenzug wurde die klassische Genetik und die Mendelsche Vererbungslehre als „konterrevolutionär“ abgelehnt und die Forschung an Fruchtfliegen oder anderen Modellorganismen als sinnlos oder sogar umtriebig abgetan.
Lyssenkos Konkurrent, der Genetiker Nikolai I. Wawilow, wurde auf Lyssenkos Anregung zuerst in Gewahrsam genommen und dann nach Sibirien deportiert, wo er 1943 starb.

### Psychologie und Psychoanalyse
Die von Trotzki befürwortete Psychoanalyse geriet mit seinem Ausschluss aus dem inneren Zirkel der KPdSU immer mehr in die Kritik. Der „bourgeoise Individualismus“ sowie die wesentliche Bedeutung der Sexualität in Freuds Theorien wurden mit der sozialistischen Lehre als unvereinbar empfunden, sozialistische „Freudomarxisten“ wurden marginalisiert und das Staatliche Institut für Psychoanalyse 1925 geschlossen. Die pawlowsche Reflexpsychologie wurde mit der Etablierung des Stalinismus als einzige „politisch-korrekte“ Unterart der Psychologie etabliert. 1936 verbot Stalin die Verbreitung und das Zitieren aus den Werken Freuds vollends.  Erst 1979 organisierte die Georgische Akademie der Wissenschaften 1979 in Tiflis ein Symposium über das Unbewusste, an dem sowjetische Wissenschaftler und westliche Psychoanalytiker, Philosophen und Linguisten teilnahmen. Die Perestroika in der zweiten Hälfte der 1980er Jahre begünstigte das Wiederaufleben der psychoanalytischen Bewegung. 1989 wurden alle Werke Freuds neu übersetzt und veröffentlicht,

### Pädologie
In der frühen Sowjetunion der 1920er Jahre befasste sich die staatlich geförderte Wissenschaft der Pädologie unter anderem mit der Zusammensetzung der Schulklassen und mit geistig behinderten und schwer erziehbaren Kindern. Dabei ging es um medizinische Entwicklungsprobleme, die heute in der Jugendpsychiatrie behandelt werden. Die Defektologie untersuchte anfangs noch soziale Ursachen von Behinderungen, ab der Stalinzeit wurde Behinderung nur noch medizinisch aufgefasst.

### Physik

#### Theoretische Physik

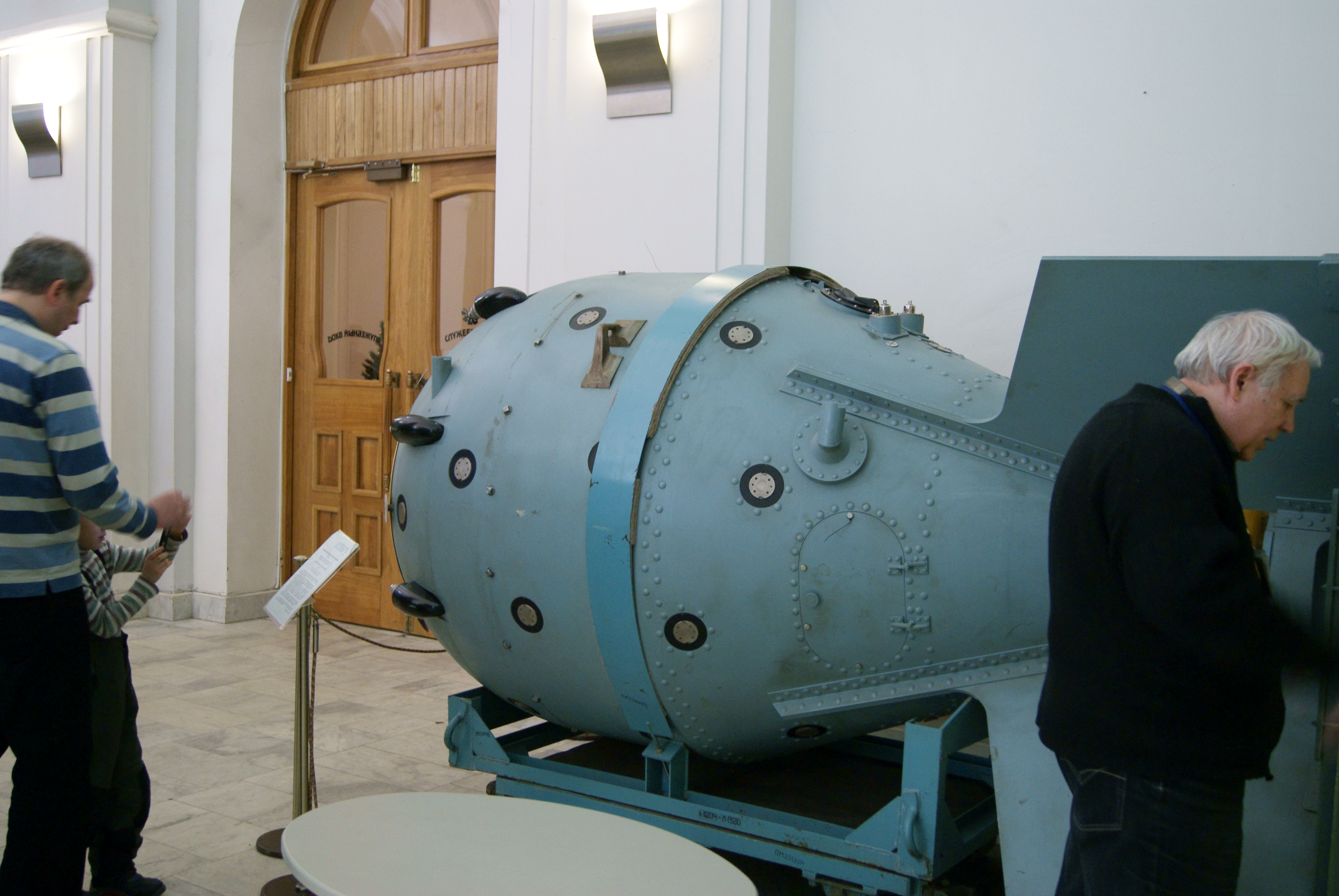
Modell der ersten sowjetischen Atombombe im Polytechnischen Museum Moskau

Die Quantenmechanik und Relativitätstheorie in der Theoretischen Physik wurden von Stalin persönlich abgelehnt, da sie möglicherweise die marxistisch-leninistische materialistische Erkenntnistheorie untergraben könnten. Andererseits waren diese Erkenntnisse auch unverzichtbar für den theoretischen Hintergrund der Fertigung von Atomwaffen, die die Sowjetunion dringend benötigte.

#### Kybernetik
Sowjetische Kybernetiker strebten danach, diverse kybernetische Theorien, die im Westen ausgearbeitet worden waren, zu vereinheitlichen – Kontrolltheorie, Informationstheorie, Automatentheorie und weitere – in einem einzigen übergreifenden konzeptionellen Rahmen, der als Grundlage für eine allgemeine Methodik für eine breite Palette von sozialen Anwendungen der Kybernetik dienen würde.
In den frühen 1950er Jahren, im Zuge einer Welle der stalinistischen ideologischen Kampagnen gegen westlichen Einfluss in der sowjetischen Wissenschaft, wurde die Kybernetik als „modische Pseudowissenschaft“ und „eine reaktionäre imperialistische Utopie“ gebrandmarkt.

## Entwicklung seit der Wende
Seit 1985 Gorbatschow Generalsekretär der KPdSU wurde, flossen geringere Staatsmittel in die Rüstungsindustrie. Betroffen davon war auch die Wissenschaft. Viele fast fertige Großprojekte und noch mehr Kleinprojekte wurden eingestellt oder eingeschränkt, viele Projekte nicht begonnen.

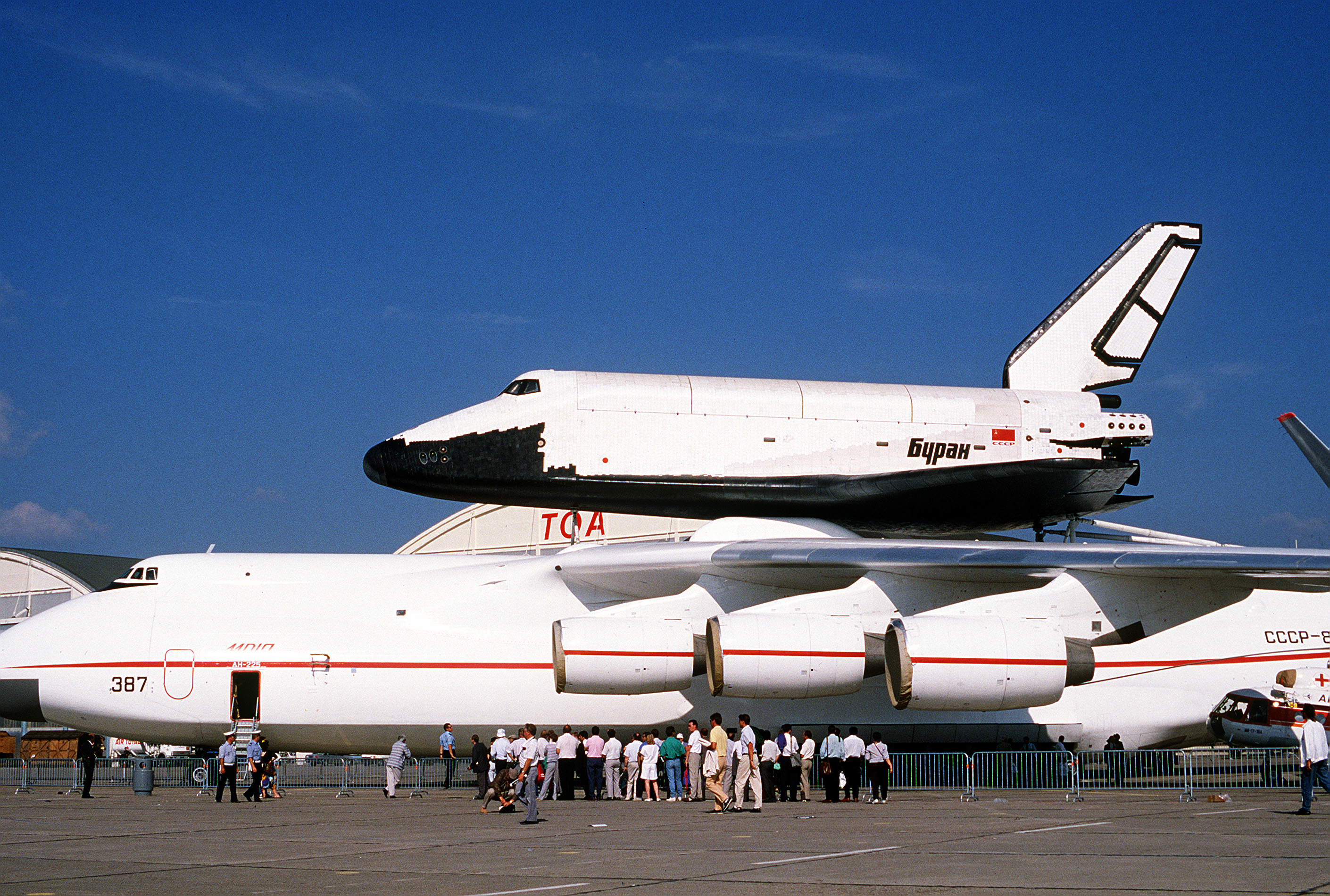
Buran 1.01 auf der Antonow An-225, Pariser Luftfahrtschau 1989

Im Raumfahrtbereich wurde die einmal unbemannt erfolgreich geflogene und gelandete, wiederverwendbare Raumfähre Buran aufgegeben; ebenso wie die stärkste bisher (Stand 2016) gebaute Trägerrakete Energija. Es wurde der Ausbau der Raumstation MIR eingeschränkt, die Station später gezielt zum Absturz gebracht und durch die Arbeiten an der ISS ersetzt.
Bei der Atomtechnik strich man neue leistungsfähige Teilchenbeschleuniger und stellte die Arbeit an Kernfusionsexperimenten ein.
Bei der Armee wurde die Modernisierung und Wartung der Militärtechnik eingeschränkt. So führen amerikanische Untersuchungen den Untergang des Atom-U-Boots Kursk darauf zurück.
Viele sowjetische Wissenschaftler verließen seit etwa 1989 das Land und versuchten in Forschungseinrichtungen anderer Industriestaaten ein Auskommen zu finden.